# Seznam zápasů československé a lotyšské hokejové reprezentace
Seznam zápasů československé a lotyšské hokejové reprezentace uvádí data, výsledky a místa konání vzájemných zápasů hokejových reprezentací Československa a Lotyšska.

## Mistrovství světa v ledním hokeji
| Datum utkání | Výsledek | Rok  | Místo   | Branky Československa                                                 |
| ------------ | -------- | ---- | ------- | --------------------------------------------------------------------- |
| 4. 2. 1939   | 9 : 0    | 1939 | Basilej | 4x Josef Maleček, 3x Oldřich Kučera, Ladislav Troják, František Pergl |

## Mistrovství Evropy v ledním hokeji
| Datum utkání | Výsledek | Rok  | Místo  | Branky Československa                                                               |
| ------------ | -------- | ---- | ------ | ----------------------------------------------------------------------------------- |
| 15. 3. 1932  | 7 : 0    | 1932 | Berlín | 2x Alois Cetkovský, 2x Wolfgang Dorasil, Jan Michálek, Jiří Tožička, Tomáš Švihovec |

- pokračuje Seznam zápasů české a lotyšské hokejové reprezentace

## Celková bilance vzájemných zápasů Československa a Lotyšska
| Zápasy | Výhry | Remízy | Prohry | Skóre |
| ------ | ----- | ------ | ------ | ----- |
| 2      | 2     | 0      | 0      | 16:0  |